# Árbol de búsqueda
En ciencias de la computación, un árbol de búsqueda es una estructura de datos de tipo árbol  utilizado para localizar llaves concretas dentro de un conjunto. Para que un árbol pueda funcionar como árbol de búsqueda en cada nodo tiene que cumplirse que su llave tiene que ser más grande que cualquier llave contenida en su subárbol izquierdo y menor que cualquier llave contenida en su subárbol derecho.
La ventaja de los árboles de búsqueda es su eficiencia en el tiempo de búsqueda, dado que el árbol está razonablemente balanceado, lo que quiere decir que todas las hojas se encuentran a profundidades similares. Existen varias estructuras de datos de tipo árbol de búsqueda, varias de las cuales también permiten la inserción y eliminación eficiente de elementos, operaciones que tienen que mantener el equilibrio del árbol.
Los árboles de búsqueda a menudo son utilizados para implementar vectores asociativos. El algoritmo del árbol de búsqueda utiliza la llave del par llave-valor para encontrar una ubicación, y entonces la aplicación almacena el par entero en esa ubicación.

## Tipos de Árboles

Árbol de búsqueda binaria

### Árbol de Búsqueda Binaria
Un árbol de búsqueda binaria es una estructura de datos basada en nodos donde cada nodo contiene una llave y dos subárboles, el izquierdo y el derecho. Para todos los nodos, las llaves de los nodos pertenecientes a su subárbol izquierdo deben ser menores que la llave del nodo, y las llaves de los nodos pertenecientes a su subárbol derecho deben ser mayores que la llave del nodo. Estos subárboles deben calificar también como árboles de búsqueda binarios.
La complejidad temporal del algoritmo de búsqueda en un árbol de búsqueda binaria es la altura del propio árbol, la cual es menor que O(log n) para un árbol que contiene n elementos.

### B-Tree
Los B-Trees son generalizaciones de los árboles de búsqueda binaria que pueden tener un número variable de subárboles en cada nodo. Si bien los nodos hijos tienen un rango predefinido, no necesariamente contendrán datos, lo que significa que los B-Trees potencialmente pueden desperdiciar algo de espacio. La ventaja es que este tipo de árbol no necesitan ser reequilibrado con tanta frecuencia como otros árboles. 
Debido al rango variable de la longitud de sus nodos, los B-trees están pensados para sistemas que leen grandes bloques de datos. También se usan comúnmente en bases de datos.
La complejidad temporal de buscar en un B-Tree es O(log n).

### (a,b)-tree
Un (a,b)-tree es un árbol de búsqueda  donde todas sus hojas tienen la misma profundidad. Cada nodo tiene al menos a hijos y a lo sumo b hijos, mientras que la raíz del árbol posee entre 2 y b hijos.
a y b pueden ser elegidos usando la fórmula siguiente:
{\displaystyle 2\leq a\leq {\frac {(b+1)}{2}}}
La complejidad temporal de buscar en un (a,b)-tree es O(log n).

### Árbol de búsqueda ternaria
Un árbol de búsqueda ternaria es un tipo de  trie que puede tener 3 nodos: un hijo menor, un hijo igual y un hijo mayor. Cada nodo almacena un solo carácter y el árbol en sí se ordena de la misma forma que un árbol de búsqueda binaria, con la excepción de un posible tercer nodo.
La búsqueda en un árbol de búsqueda ternaria implica pasar un string para comprobar si algún camino del árbol lo contiene.
La complejidad temporal de buscar en un árbol de búsqueda ternaria equilibrado es O (log n).

## Algoritmos de Búsqueda

### Buscando una Llave Específica
Suponiendo que el árbol está ordenado, podemos tomar una llave e intentar insertarlo dentro del árbol. Los siguientes algoritmos están generalizados para árboles de búsqueda binaria, pero la misma idea puede aplicarse a otros tipos de árboles.

#### Recursivo
```
busqueda-recursiva(llave, nodo)
    
if
 nodo es 
NULL

        
return 
ARBOL_VACIO

    
if
 llave < nodo.llave
        
return
 busqueda-recursiva(llave, nodo.hijo_izquierdo)
    
else if
 llave > nodo.llave
        
return 
busqueda-recursiva(llave, nodo.hijo_derecho)
    
else

        
return 
nodo
```

#### Iterativo
```
busqueda-iterativa(llave, nodo)
    nodoActual := nodo
    
while
 nodoActual 
is not
 
NULL

        
if
 nodoActual.llave = llave
            
return 
nodoActual
        
else if
 nodoActual.llave > llave
            nodoActual := nodoActual.hijo_izquierdo

        else

            nodoActual := nodoActual.hijo_derecho
```

### Buscando Mínimo y Máximo
En un árbol ordenado, el mínimo se encuentra en el nodo más a la izquierda, mientras que el máximo se encuentra en el nodo más a la derecha.

#### Mínimo
```
busca-minimo(nodo)
    
if
 nodo 
is
 
NULL

        
return
 
ARBOL_VACIO

    minimo := nodo
    
while
 minimo.hijo_izquierdo 
is not
 
NULL

        minimo := minimo.hijo_izquierdo
    
return 
minimo.llave
```

#### Máximo
```
busca-maximo(nodo)
    
if 
nodo 
is 
NULL

        
return 
ARBOL_VACIO

    maximo := nodo
    
while 
maximo.hijo_derecho 
is not
 
NULL

        maximo := maximo.hijo_derecho
    
return
 maximo.llave
```